# Postpublicitat
El concepte de la postpublicitat neix amb la necessitat de conceptualitzar un procés de canvi en el món de la publicitat.
La postpublicitat no és la degeneració d'un terme com la publicitat si no una etapa evolutiva d'aquest. El terme publicitat combrega amb moltes idees encara vigents, de fet la idiosincràsia de l'activitat publicitaria és la persuasió del consumidor amb l'ajuda dels mitjans de comunicació, per tant l'essència i la raó de ser segueix existint.
La publicitat evoluciona paral·lelament als mitjans i a la societat, però la comunicació ha canviat i és un fet remarcable, ja que feia molt de temps que no ho feia, ens remontariem a la impremta de Johannes Gutenberg a mitjans del segle xv, que significà el poder de difusió de la informació en una escala abans inconcebible.
Així doncs, la publicitat s'enfrontarà a un repte que abans mai s'havia trobat i per tal de fer front a aquest canvi haurà de lluitar amb si mateixa, per tal de trencar tòpics y barreres que hi estan associats. Un dels més clars exemples són les xarxes socials, la gent es comunica globalment a través de les webs 2.0 i Internet és un sortidor gratuït d'informació. Per tant, el sistema està canviant, les normes no són les mateixes i la comunicació sembla estar girant 360°, la publicitat tal com ha sigut entesa fins ara ha quedat enrere, ara apareix la postpublicitat, un terreny insegur, però ple de possibilitats i oportunitats de superació.

## Consumidor
Gràcies a Internet i les noves xarxes socials la comunicació ha canviat. Els consumidors tenen accés a qualsevol tipus d'informació a través de la xarxa i també són a la vegada informadors de qualsevol cosa que passi o que hagi passat. Si a això li sumes una saturació publicitaria en la qual cada individu rep més de 3000 impactes publicitaris al dia, cada cop més el consumidor no presta atenció als missatges i volen quelcom més interactiu i que de veritat les empreses mostrin interès en ells.

## Empresa
Amb el nou enfocament de les empreses cap al consumidor, allò important ja no és transmetre màximament les característiques del producte sinó fer que aquestes siguin assimilades pel target. Per aconseguir-ho l'empresa haurà de crear un vincle amb el consumidor fent que s'involucri en les accions publicitàries. L'objectiu és transmetre al client que ell també forma part de l'empresa, estretant o fins i tot fent desaparèixer la línia que separa al venedor del comprador.

## Mitjans
Els mitjans de comunicació de massa, que abans s'estructuraven com diferents pilars de la comunicació, després van passar a ser mitjans totalment complementaris, avui dia tots tenen cabuda en un mateix, Internet. La xarxa virtual ha construït una plataforma que a banda d'obrir un nou camí per la comunicació, també situa als altres mitjans de comunicació, tan importants com la televisió o la radio, guanyant la discussió sobre quin mitjà té més audiència, de fet segons un estudi de la AEPI (Associació Europea de Publicitat Interactiva) Internet ha superat a la televisió quant a hores consumides per setmana.
Aleshores sospesant el futur que esdevindrà degut aquest canvi de forces dins els mitjans de comunicació, només cal observar que l'activitat comunicativa s'incrementarà de manera important en el món online donant a conèixer noves formes de parlar, noves relacions client i empresa i nous forats de mercat. Algun símptoma que s'està apreciant és l'espai que estan donant les empreses al sector online.

## Alguns exemples
- Geolocalització: És un instrument que mitjançant el Sistema d'Informació Geogràfica (SIG) proporciona informació al consumidor sobre el lloc on es troba. És una eina cada cop més freqüent al punt de venda.
- Realitat augmentada: És el terme per a definir una visió directa o indirecta d'un entorn físic en el món real, els elements del qual es combinen amb elements virtuals per a la creació d'una realitat mixta a temps real.
- 3D media: Nova tendencia de publicitat que utilitza el sistema de tecnologia 3D sense ulleres.
- iAd: Nou sistema publicitari implantat per Apple que es basa en publicitat de qualitat inserida dins les aplicacions i que et permet interaccionar amb l'anunci.[3]

## Enllaços axterns
- Facebook Places
- iAds (anglès)
- Exemple realitat augmentada (anglès)
- Anuncios
- Facebook Postbublicidad